# Journal of Electroanalytical Chemistry
Das Journal of Electroanalytical Chemistry, abgekürzt J. Electroanal. Chem., ist eine wissenschaftliche Fachzeitschrift, die vom Elsevier-Verlag veröffentlicht wird. Die erste Ausgabe erschien im Jahr 1959. Von 1967 bis 1991 lautete ihr Titel Journal of Electroanalytical Chemistry and Interfacial Electrochemistry. Derzeit erscheint die Zeitschrift mit 24 Ausgaben im Jahr. Es werden Artikel veröffentlicht, die sich mit der Elektrochemie, insbesondere der Elektroanalytik, beschäftigen.
Der Impact Factor lag im Jahr 2024 bei 4,1. Nach der Statistik des ISI Web of Knowledge wurde das Journal 2014 in der Kategorie analytische Chemie an 22. Stelle von 74 Zeitschriften und in der Kategorie Elektrochemie an neunter Stelle von 28 Zeitschriften geführt.